# 雲費特·舒哈化
雲費特 "雲尼" 舒哈化（德語：Winfried "Winnie" Schäfer，（1950年1月10日—））出生於邁恩，是一個德國足球領隊和前球員，現正執教德黑兰独立足球俱乐部的總教練。